# На пути
На пути  — рассказ Антона Павловича Чехова. Написан в 1886 году, впервые опубликован в 1886 году в газете «Новое время» № 40 от 25 декабря с подписью Ан. Чехов.

## Публикации
Рассказ А. П. Чехова «На пути» написан в 1886 году, впервые опубликован в 1886 году в газете «Новое время» № 40 от 25 декабря с подписью Ан. Чехов, рассказ вошел в собрание сочинений писателя, издаваемое А. Ф. Марксом. В 1887 году рассказ напечатан в сборнике «В сумерках».
При жизни Чехова рассказ переводился на английский и немецкий языки.

## Критика
Критика не обошла вниманием рассказ. Публицист Владимир Галактионович Короленко в 1888 году писал: «Чехов очень верно наметил старый тип Рудина в новой шкуре, в новой внешности, так сказать». В журнале «Наблюдатель» рассказ «На пути» оценивался, как лучший «из всех шестнадцати рассказов сборника»: на 30 страницах «в нем так хорошо и рельефно очерчен тип русского неудачника с теплым сердцем и безалаберной головою, как не удавалось его изобразить и на сотне страниц более опытным беллетристам». При жизни Чехова о рассказе писали критики: Н. Ладожский, В. Л. Кигн, А. Л. Липовский, В. М. Шулятиков, Пактовский и др.
Н. Ладожский отмечал: «Некоторые из помещенных в сборнике рассказов представляют сложные романы, сжатые на нескольких страницах и производящие, тем не менее, довольно цельное впечатление. Таков, например, рассказ „На пути“, где перед читателем вырастает фигура русского Дон-Кихота, пожалуй Рудина (но гораздо более глубокого по психологии), и вспыхивает и угасает любовь к нему хорошей девушки. Обе фигуры выходят совершенно рельефно, правдиво, страстно написанными, но их роман возникает и гаснет на протяжении всего полустраницы».
В 1898 году Сергей Рахманинов подарил Чехову экземпляр своего произведения — «фантазии для оркестра» «Утес» (1893) с надписью: «Дорогому и глубокоуважаемому Антону Павловичу Чехову, автору рассказа „На пути“, содержание которого, с тем же эпиграфом, служило программой этому музыкальному сочинению. С. Рахманинов. 9 ноября 1898 г.».

## Персонажи
- Григорий Петрович Лихарев, разорившийся помещик, брат предводителя.
- Саша, дочь Лихарева.
- Марья Михайловна Иловайская, дочь богатого помещика, окончила в городе Новочеркасске Донской институт.

## Сюжет
Действие рассказа начинается в трактире казака Семена Чистоплюя. Однажды зимой в рождественскую ночь в непогоду на ночлег сюда приехала барышня Иловайская. Она спешила к отцу и брату, чтобы в рождественскую ночь вместе разговеться. Здесь же остановились Лихарев и его восьмилетняя дочь Саша. Девочка раскапризничалась — у нее разболелось плечо. Девочку стали успокаивать Иловайская и Лихарев. Когда её уложили спать, Иловайская и Лихарев разговорились и стали рассказывать о себе.
Иловайская высказала свое мнение о праздниках «рождества», «пасхи» и «троицы», которые любят отмечать даже неверующие люди. Лихарев рассказал о своей способности верить, несмотря на то, что был атеистом и нигилистом, о смене вер, об отношениях между мужчинами и женщинами, о своих увлечениях. Собеседники проговорили всю ночь. Речь Лихарева вызвала неподдельный интерес у Иловайской. У барышни к нему возникла симпатия, как к человеку с богатой душевной жизнью. В какой-то момент она даже надумала дать Лихареву денег, но не решилась.
Утром герои Лихарев сказал, что едет работать управляющим на угольные шахты, что удивило Иловайскую, считавшую, что увлечение Лихарева женщинами и шахты — вещи несовместимые. Потом они собрались и разъехались в разные стороны.

## Экранизация
Сюжет рассказа использован в вышедшем в 1980 году телефильме режиссёра Артура Войтецкого «Рассказы о любви»